# HypoVereinsbank

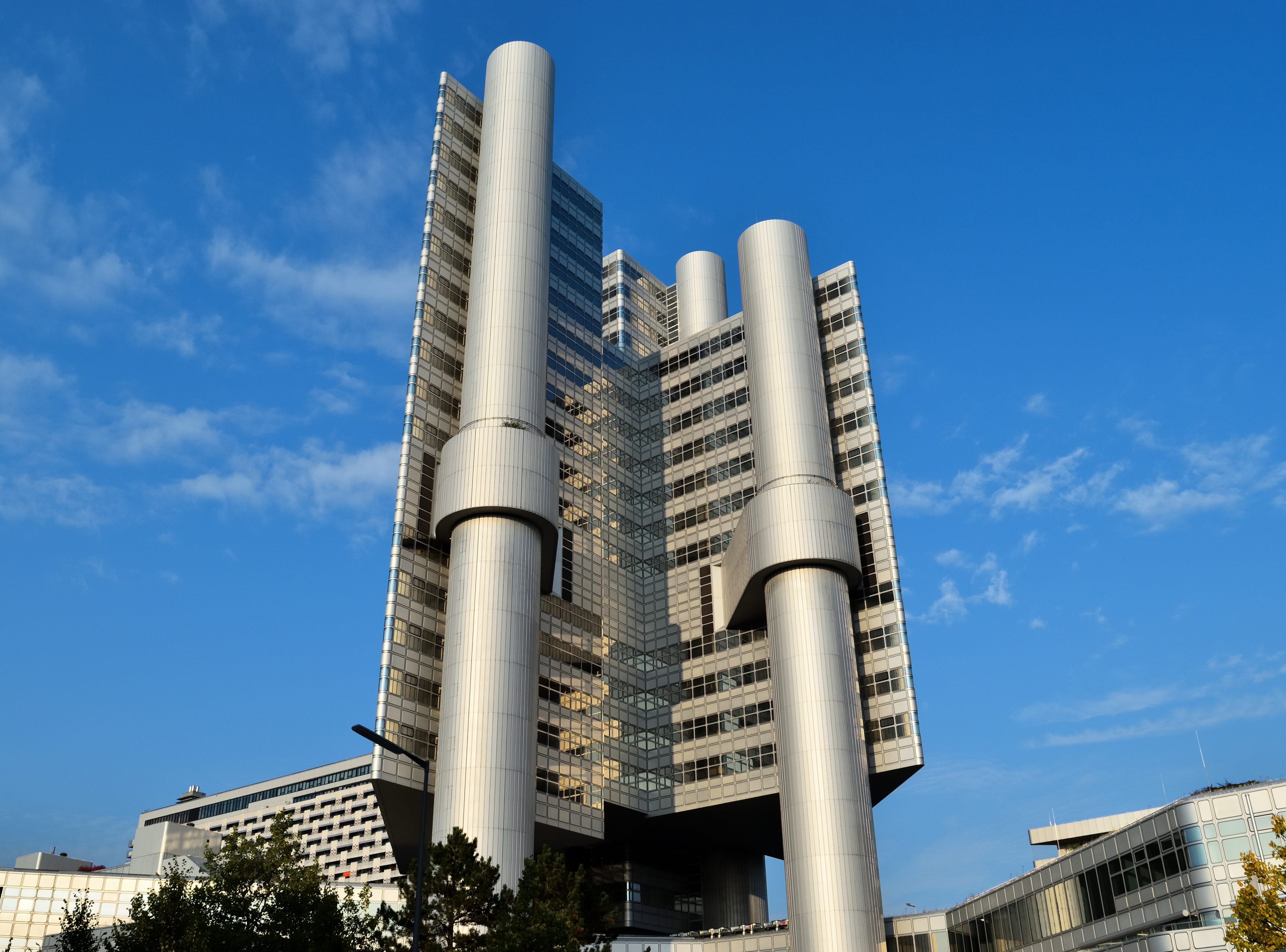
HypoVereinsbank München

HypoVereinsbank är en tysk, numera italienskägd bank med huvudkontor i München. HypoVereinsbank är en av Europas största banker. Bankens ursprung kan spåras till två bayerska banker grundade i slutet av 1800-talet. 1998 fusionerades Bayerische Hypotheken- und Wechselbank och Bayerische Vereinsbank med det nya officiella namnet Bayerischen Hypo- und Vereinsbank AG, senare förkortat till HypoVereinsbank. 
2003 delade banken ut dotterbolaget Hypo Real Estate till sina aktieägare som därefter noterades på Frankfurtbörsen. År 2005 förvärvades HypoVereinsbank av en italiensk bank, UniCredit, genom ett erbjudande till Hypos aktieägare att erhålla UniCredit-aktier i utbyte.